# Маринополь (Кировоградская область)
Маринополь (укр. Маринопіль) — село в Голованевской поселковой общине Голованевского района Кировоградской области Украины.
Население по переписи 2001 года составляло 222 человека. Почтовый индекс — 26533. Телефонный код — 5252. Занимает площадь 1,057 км². Код КОАТУУ — 3521486503.

## История
В 1945 г. Указом ПВС УССР село Мариямполь переименовано в Маринополь.